# Andrea Fasolo
Andrea Fasolo (Chioggia, ... – Chioggia, ottobre 1467) è stato un notaio italiano.

## Biografia
Nacque da Giovanni, notaio, verso il secondo decennio del XV secolo. Il fratello Angelo fu vescovo di Feltre.
Ricevette un'educazione umanistica a Venezia, dove fu allievo dell'umanista Vittorino da Feltre, dal quale apprese la lingua greca e latina.
Seguì il corso di studi e si perfezionò nel campo del diritto. Nel 1450 venne eletto cancellier grande di Chioggia, in sostituzione del defunto Francesco Venier. Nel 1464 il doge di Venezia Cristoforo Moro lo nominò suo segretario.
Morì nel 1467.

## Discendenza
Il figlio Francesco (1468-1517) fu cancellier grande della Repubblica di Venezia dal 1511 alla sua morte.